# Gare de Wapping
Wapping (en anglais : Wapping railway station), est une gare ferroviaire établie sur la ligne de l'East London. Elle  est située sur la Wapping High Street, à Wapping dans le borough londonien de Tower Hamlets sur le territoire du Grand Londres.
C'est une gare, de Network Rail et Transport for London, du réseau de trains de banlieue London Overground exploitée par Arriva Rail London. 

## Situation ferroviaire
Située en souterrain sur le bord de la Tamise, la gare de Wapping est établie sur la ligne de l'East London du réseau de trains de banlieue London Overground, entre les gares : de Shadwell, en direction de Dalston Junction, et de Rotherhithe, en direction de West Croydon ou de Crystal Palace.
La gare dispose des deux voies de la ligne qui desservent chacune un quai latéral.

## Histoire
L'origine du site de la station souterraine est un tunnel piétonnier sous la Tamise, construit par Marc Isambart Brunel de 1825 à 1843, qui a été réaménagé pour une utilisation ferroviaire. La East London Railway crée une station terminus qu'elle nomme Wapping and Shadwell qu'elle met en service le 7 décembre 1869. La station est renommée Wapping le 10 avril 1876, avant d'être desservie par un premier train métropolitain en 1884.

Historique du site
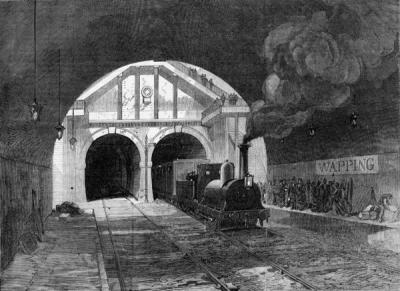
Arrivée à Wapping en 1870
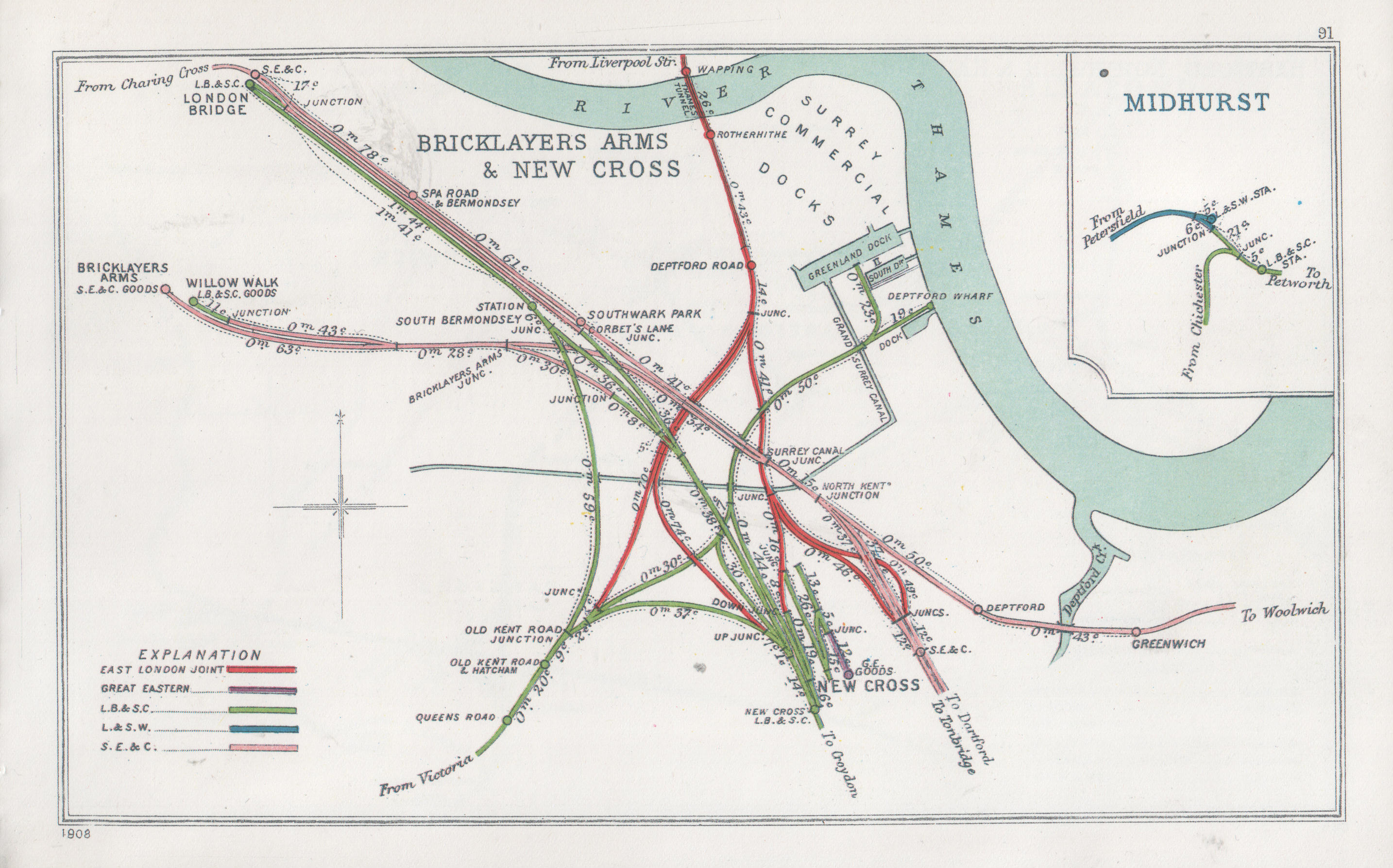
Plan de 1908.
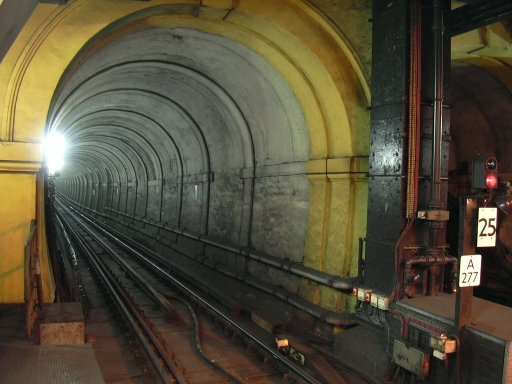
Le tunnel en 2005.

Entre 2006 et 2010, le trafic est interrompu sur la East London line. En 2010, le trafic a repris sur cette ligne désormais intégrée au réseau du London Overground.

Rénovation de la gare
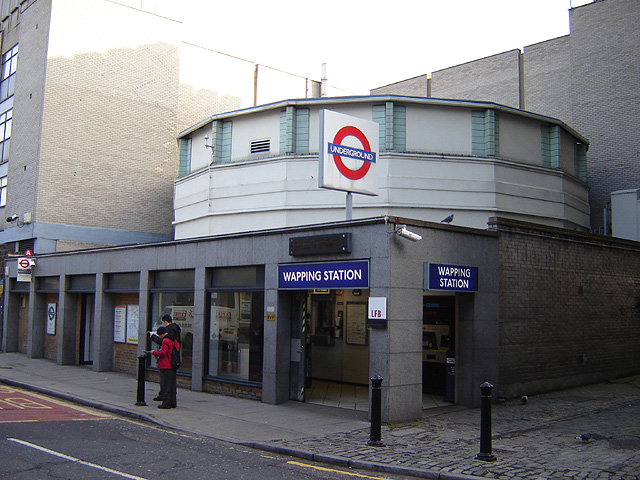
Avant rénovation (2006)
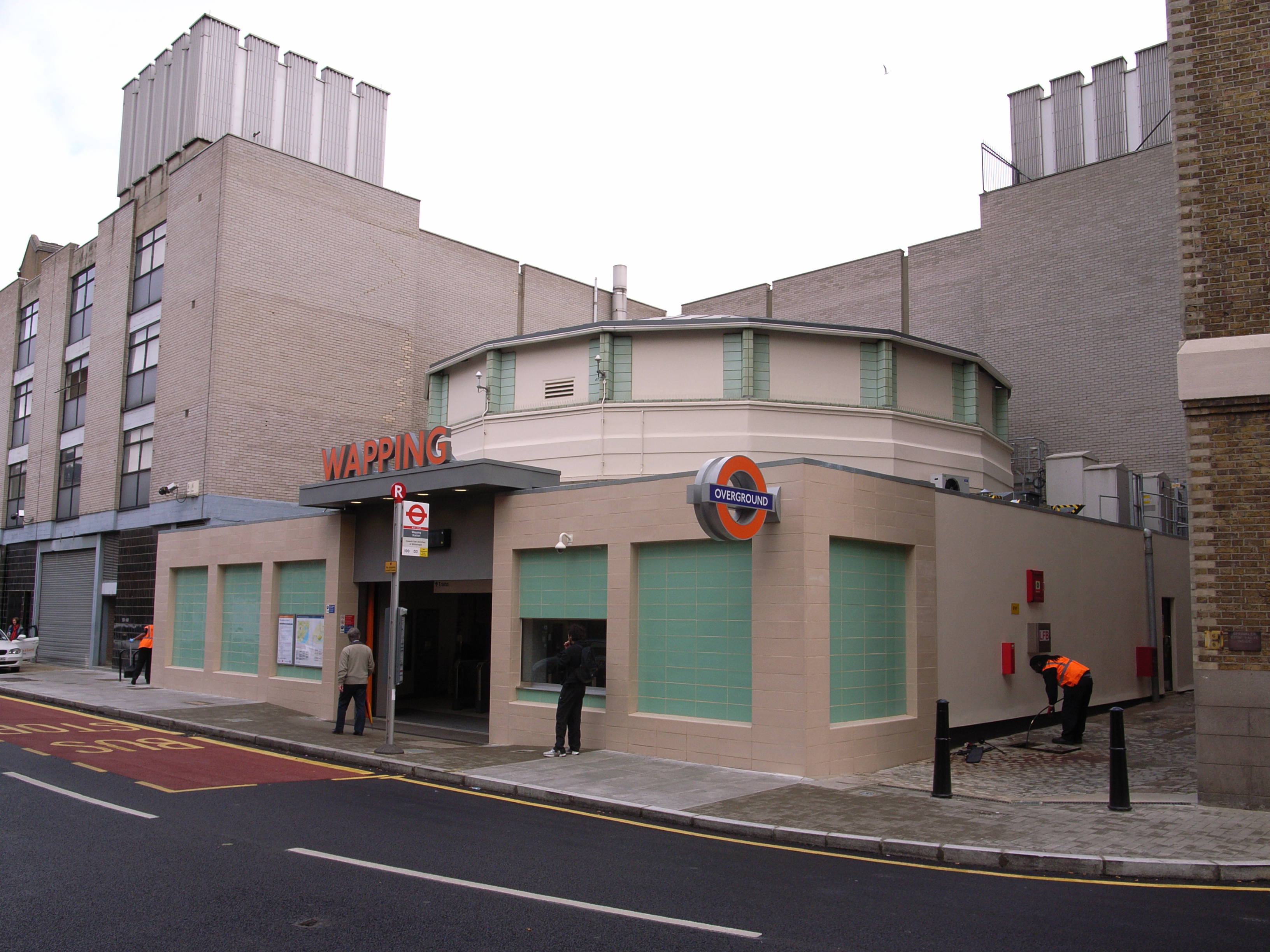
Après rénovation (2010)

## Service voyageurs

### Desserte

Installations et desserte
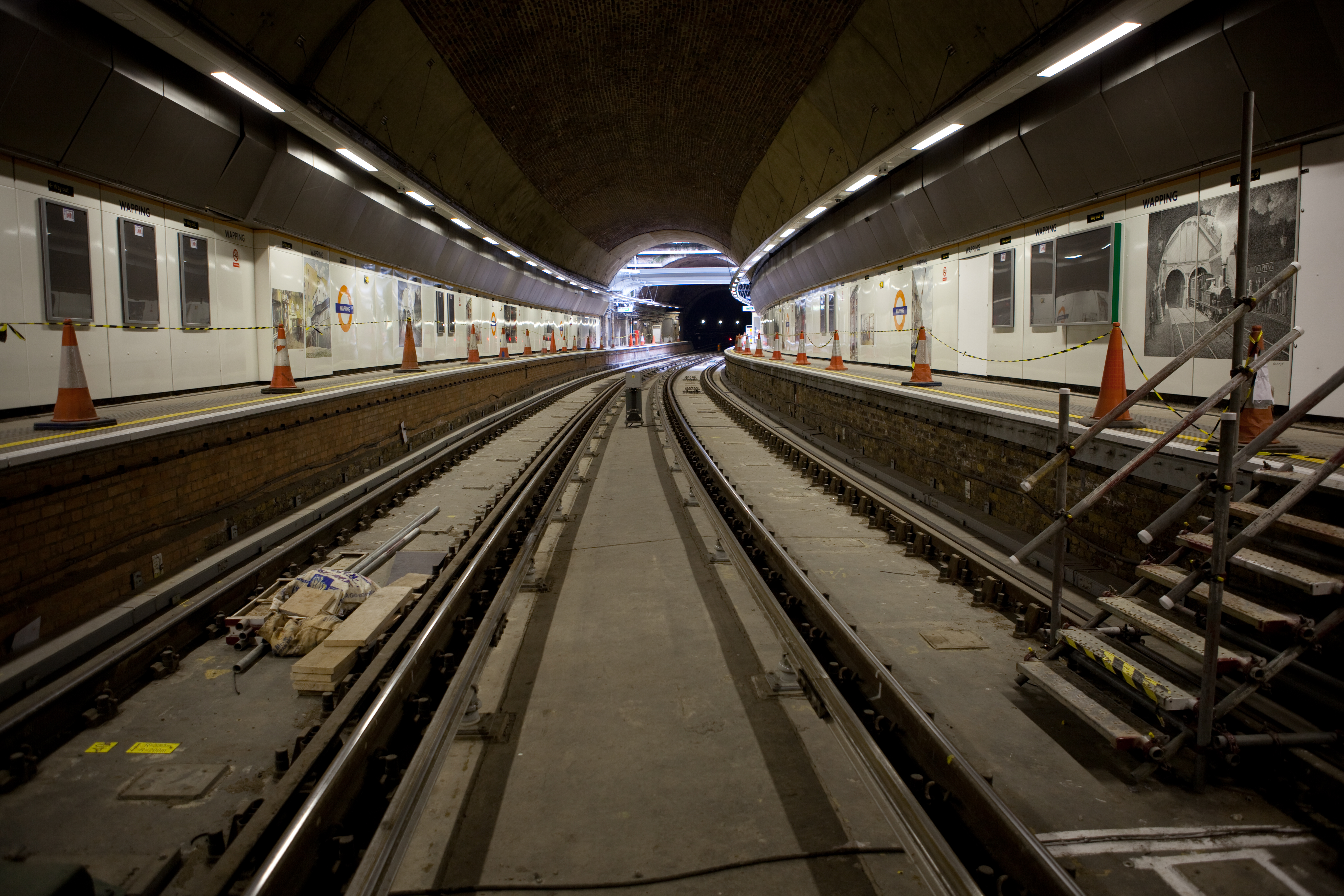
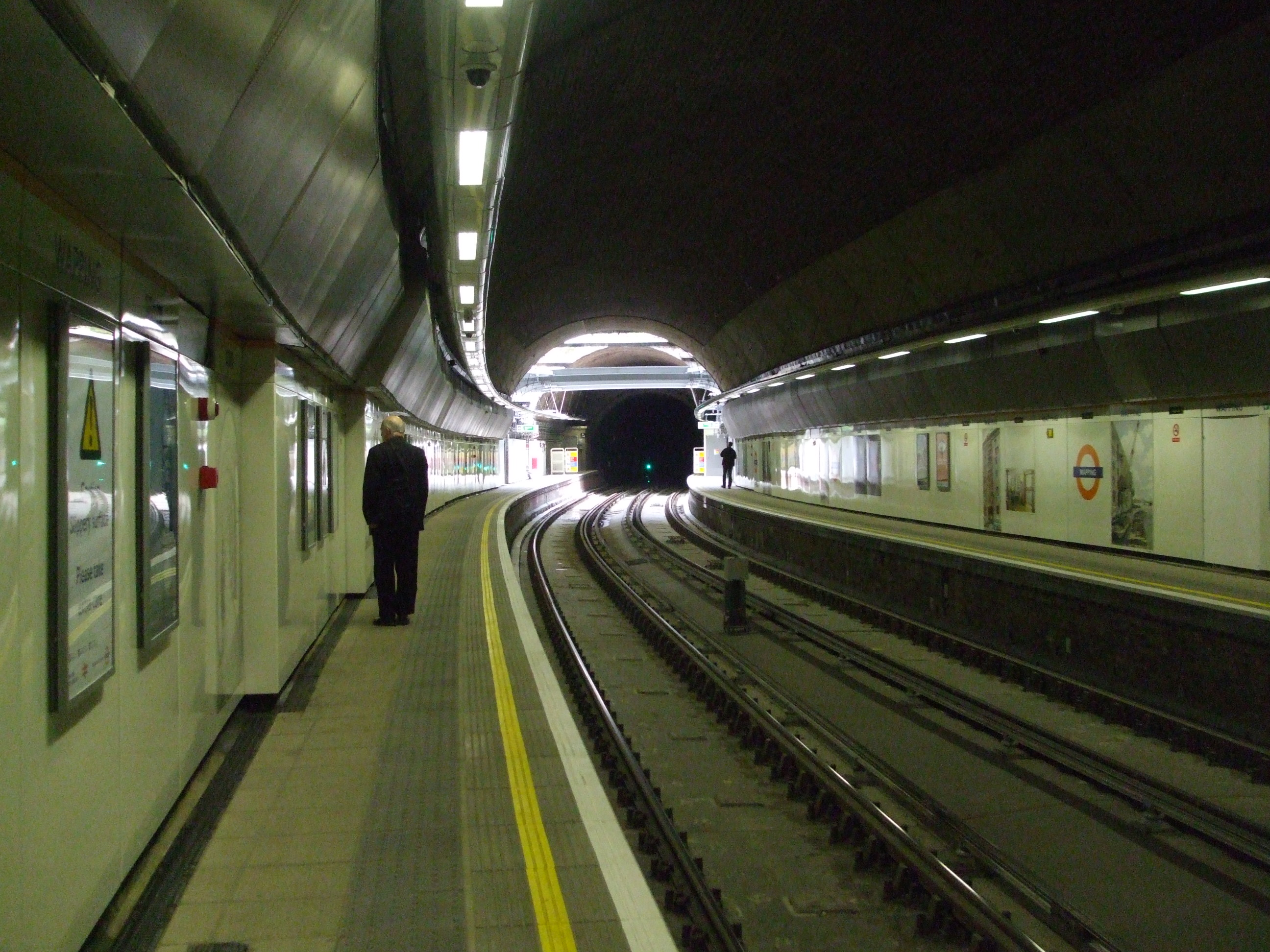
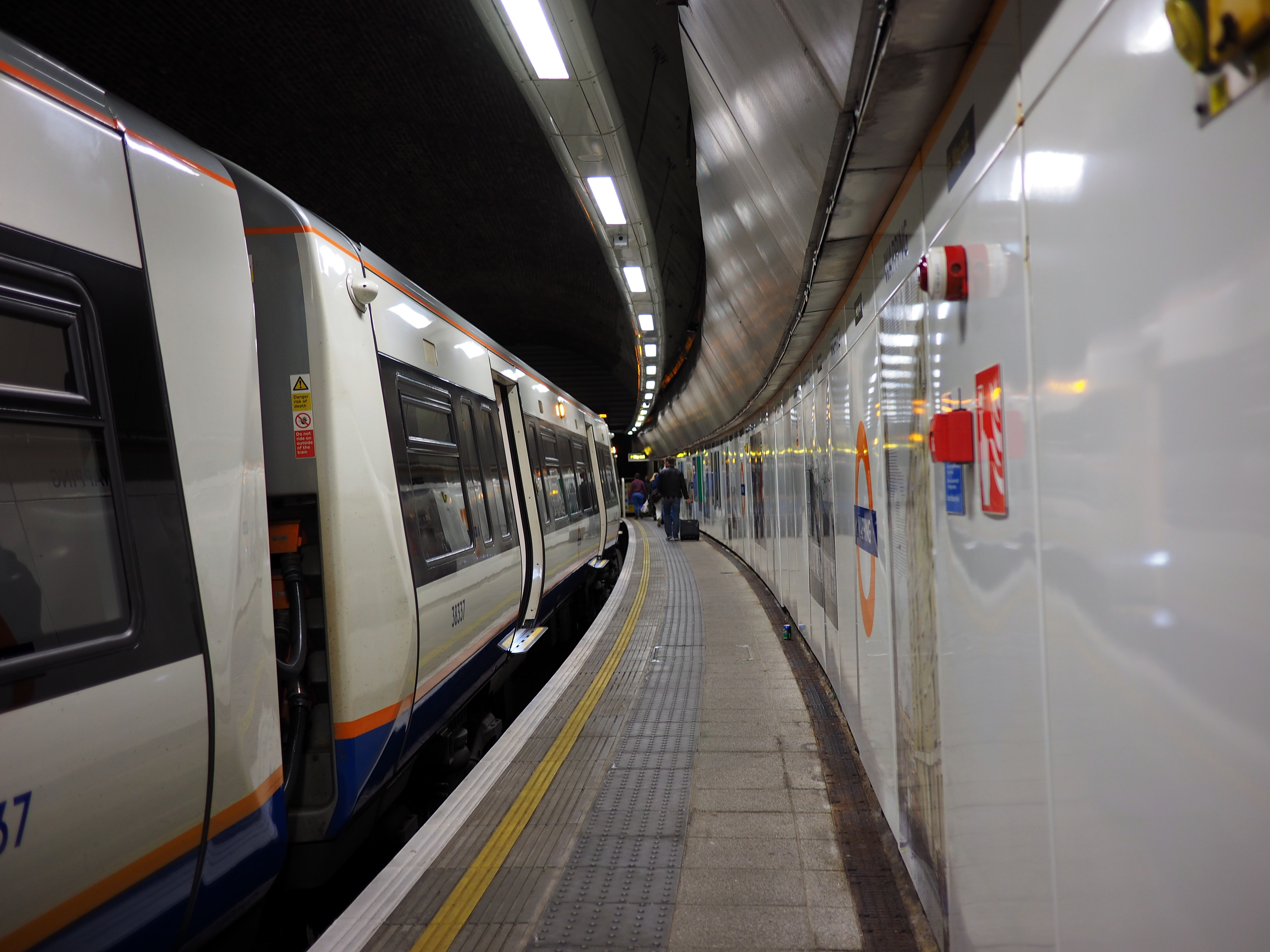